# Agnes Repplier
Agnes Repplier (Filadélfia, 1 de abril de 1858 — 15 de dezembro de 1950) foi uma ensaísta dos Estados Unidos.